# U-991
U-991 – niemiecki okręt podwodny (U-Boot) typu VII C z okresu II wojny światowej. Okręt wszedł do służby w 1943 roku. Jedynym dowódcą był Oblt. Diethelm Balke.

## Historia
Wcielony do 5. Flotylli U-Bootów celem szkolenia załogi, od września 1944 roku w 11. Flotylli jako jednostka bojowa.
Odbył jeden patrol bojowy, podczas którego nie zatopił żadnej jednostki przeciwnika. Powrócił z niego z uszkodzonymi chrapami.
Poddany 9 maja 1945 roku w Bergen (Norwegia), przebazowany 29 maja 1945 roku do Loch Ryan (Szkocja). Zatopiony 11 grudnia 1945 roku podczas operacji Deadlight przez okręt podwodny HMS „Tantivy”.